# Carterton (Nouvelle-Zélande)
Pour les articles homonymes, voir Carterton.
Carterton est une petite ville de la région de Wellington, sur l'île du Nord de la Nouvelle-Zélande. Elle est le siège du district du même nom.
Appartenant à la région rurale de Wairarapa, elle se situe à 14 km au sud-ouest de Masterton et à 9 km au nord de Greytown. Le recensement de 2006 a dénombré 4 122 habitants, ainsi que 2 976 dans la région rurale aux alentours, dans les limites du district.
Fondée en 1857, elle fut d'abord appelée Three Mile Bush et hébergea les hommes travaillant à la construction de la route de Wellington à Masterton. Elle fut ensuite renommée en honneur de Charles Rooking Carter (en).
La ville se présente comme la « capitale du narcisse », et organise un festival consacré à cette fleur, chaque année le deuxième dimanche de septembre.
Georgina Beyer est la première mairesse trans du monde ; elle tint ce rôle de 1995 jusqu'en 2000, avant de devenir membre du Parlement.

## Sources
- (en) Carterton District Council
- (en) Final counts – census night and census usually resident populations, and occupied dwellings - Wellington Region, Statistics New Zealand
- (en) A.W. Reed, The Reed Dictionary of New Zealand Place Names, Reed Books, 2002,  (ISBN 0790007614)